# Francesc de Paula Clerch i Margall
Francesc de Paula Clerch i Margall (Sabadell, 9 d'octubre de 1828 - Barcelona, 2 d'abril de 1900) fou un eclesiàstic català.

## Biografia
Als 18 anys Francesc Clerch ingressà al noviciat de Moià i, acabats els estudis, va ser destinat a l'ensenyança als Escolapis de Sant Antoni de Barcelona. El 1857, quan Antoni Maria Claret era arquebisbe de Cuba, va fundar un col·legi escolapi a l'illa i Francesc Clerch hi fou enviat. S'hi va estar 30 anys. Fins al 1868 regentà la càtedra de Física i Ciències Naturals de l'Escola Normal. També va ser rector del col·legi de Guanabacoa i del de Camagüey. Durant els anys d'estada a l'illa treballà en la formació del Museu de Mineralogia de Cuba i al col·legi de Guanabacoa creà un Museu de Ciències Naturals. Especialitzat en conquiliologia, va descobrir dues noves espècies de mol·luscs, que porten el seu nom. Les seves aportacions científiques van merèixer la medalla d'or a l'Exposició Universal de París i a la de Barcelona de 1888. Tornà el 1887, primer a Sevilla i tot seguit a Barcelona, al col·legi de Sant Antoni, on va morir el 1900. Fruit de la seva dedicació a les ciències naturals és la publicació del Catálogo de minerales de la isla de Cuba.
L'any 1925 Sabadell li va dedicar un carrer al que ara és el barri de la Creu Alta.